# جان فوری
جان فوری (انگلیسی: John Furie؛ زادهٔ ۱۳ مهٔ ۱۹۴۸) بازیکن فوتبال اهل بریتانیا است.
از باشگاه‌هایی که در آن بازی کرده‌است می‌توان به باشگاه فوتبال واتفورد اشاره کرد.